# Liga de Abjasia 2003
La Liga de Abjasia 2003 fue la 10.ª edición del campeonato de fútbol de Abjasia. El campeón fue el Nart Sukhum.

## Tabla de posiciones
| Pos. | Equipo               | PJ | PG | PE | PP | GF  | GC  | Pts |
| ---- | -------------------- | -- | -- | -- | -- | --- | --- | --- |
| 1.   | Nart Sukhum          | 32 | 27 | 3  | 2  | 115 | 32  | 84  |
| 2.   | Ritsa Gudauta        | 32 | 23 | 5  | 4  | 87  | 33  | 74  |
| 3.   | Dinamo Gagra         | 32 | 19 | 4  | 9  | 62  | 26  | 61  |
| 4.   | Kiaraz Pitsunda      | 32 | 13 | 6  | 13 | 77  | 61  | 45  |
| 5.   | Yertsakhu Ochamchira | 32 | 14 | 2  | 16 | 71  | 76  | 44  |
| 6.   | Abazg Sukhum         | 32 | 10 | 1  | 21 | 58  | 108 | 31  |
| 7.   | Bzana Kutol          | 32 | 8  | 3  | 21 | 52  | 101 | 27  |
| 8.   | Licei Tsandripsh     | 32 | 7  | 6  | 19 | 49  | 76  | 27  |
| 9.   | Psyrtskha Novy Afon  | 32 | 6  | 4  | 22 | 42  | 100 | 22  |